# 이육사 친필원고 '편복(蝙蝠)'
이육사 친필원고 '편복(蝙蝠)은 경상북도 안동시 도산면 이육사문학관에 있는, 시인이자 독립운동가인 이육사(이원록, 1904~1944)가 남긴 시 '편복'의 친필원고이다. 2018년 5월 8일 대한민국의 국가등록문화재 제713호로 지정되었다.

## 개요
시인이자 독립운동가인 이육사(이원록, 1904~1944)가 남긴 시 '편복'의 친필원고로, 동굴에 매달려 살아가는 박쥐에 빗대어 일제강점기 우리 민족의 현실을 형상화하였다. 당시 '편복'은 일제의 사전 검열에 걸려 발표되지 못했으나, 해방 후인 1956년 '육사시집'에 처음 수록되어 일반에 알려지게 되었다. 이육사의 시 중에서 가장 중량 있고 훌륭한 작품 중 하나로 평가받고 있는 '편복'의 친필원고는 유족들이 소장해오다 경북 안동에 소재한 이육사문학관에 기증되었다. 정부에서는 고인의 공훈을 기리기 위하여 1990년 대한민국 건국훈장 애국장을 추서하였다.

## 같이 보기
- 이육사

## 참고 자료
- 이육사 친필원고 '편복(蝙蝠)' - 국가유산청 국가유산포털